# Toluca (Illinois)
Pour les articles homonymes, voir Toluca (homonymie).
La ville américaine de Toluca est située dans le comté de Marshall, dans l'Illinois. Lors du recensement de 2010, sa population s’élevait à 1 414 habitants.